# سینه‌داروها
سینه‌داروها (نام علمی: Pulmonaria) نام یک سرده از خانواده گاوزبانیان است.